# José María Michavila
José María Michavila Núñez, né le 28 mars 1960 à Madrid, est un avocat et homme politique espagnol, membre du Parti populaire (PP).
Il est élu député en 1993 et nommé, trois ans plus tard, secrétaire d'État aux Relations avec le Parlement auprès de José María Aznar. Après les élections générales de 2000, il devient secrétaire d'État à la Justice, puis ministre de la Justice en 2002. Réélu député en 2004, il démissionne du Congrès des députés en 2009 et se retire de la vie politique.

## Biographie

### Une formation de juriste
Titulaire d'une licence en droit, d'une licence en histoire et d'un doctorat de droit administratif économique, obtenus à l'université complutense de Madrid, il passe, en 1988, les concours d'avocat au Conseil d'État, dont il termine premier. Il est désigné, deux ans plus tard, secrétaire général de l'université Complutense, un poste qu'il occupe jusqu'en 1993, et enseigne, au sein de ce même établissement, le droit de la communication.

### Un jeune loup du Parti populaire
Il adhère au PP en 1989. Lors du congrès de février 1993, il est nommé secrétaire aux Études et aux Programmes du comité exécutif national du parti, puis est élu, au mois de juin, député de Madrid au Congrès des députés. Confirmé dans ses fonctions à la direction du PP en janvier 1996, il est ensuite désigné comme coordinateur du programme du parti pour les élections générales anticipées du 3 mars 1996.
À la suite de la victoire du Parti populaire, il est nommé secrétaire d'État aux Relations avec le Parlement, tout en étant autorisé par Francisco Álvarez-Cascos, son ministre de tutelle, à conserver son mandat parlementaire. Aux élections générales du 12 mars 2000, il est élu député de la province de Valence, puis désigné secrétaire d'État à la Justice, sous la direction d'Ángel Acebes.
En 2001, il est l'un des principaux négociateurs, au nom du gouvernement, de l'accord d'État pour la réforme judiciaire, qui prévoit notamment une réforme de l'élection du conseil général du pouvoir judiciaire (CGPJ) et une application sur deux législatures avec deux cent cinquante millions de pesetas de financement, conclu le 28 mai avec le Parti socialiste ouvrier espagnol (PSOE), après plus d'une vingtaine de réunion avec, entre autres, son futur successeur, Juan Fernando López Aguilar.

### Ministre de la Justice d'Aznar
À l'occasion d'un important remaniement ministériel opéré le 10 juillet 2002, José María Michavila est nommé ministre de la Justice.
Au début de l'année 2003, il présente une réforme durcissant le code pénal, avec notamment le passage de la peine maximum d'emprisonnement à quarante ans, l'expulsion des étrangers condamnés, la suppression de la liberté conditionnelle pour les coupables de terrorisme, le passage de trois à dix ans de prison pour trafiquants d'êtres humains, et une modification du statut du ministère public limitant à cinq ans le mandat des procureurs en chef.
Peu après, en avril, il accuse Mariano Fernández Bermejo, procureur en chef du tribunal supérieur de justice de la Communauté de Madrid, de « rébellion » après que celui-ci a signalé des bugs informatiques empêchant la mise en place des jugements accélérés, qui devaient permettre le passage en justice, sous trois semaines, des délits, et immédiat des infractions. Bermejo dépose alors plainte devant la chambre civile du tribunal suprême pour « atteinte à l'honneur » et demande soixante mille euros de dommages-intérêts.
Critiqué, en juin 2003, par l'Union progressiste des procureurs (UPF) pour avoir signé un arrêté ministériel appelant les éventuels candidats à des postes à pourvoir au sein du ministère public à s'adresser directement à lui, il annonce, le mois suivant, une extension de la procédure des jugements rapides aux affaires familiales. Le PSOE menace alors de rompre l'accord d'État pour la réforme judiciaire, appelant avant tout à une réforme du statut du ministère public et à un renforcement du parquet anti-corruption. Au mois de novembre suivant, il confirme pourtant cette extension, à laquelle s'ajoutent les questions liées au logement, et fait savoir que de nouveaux moyens seront affectés pour la modernisation de la justice.

### Fin de carrière politique
Après la victoire des socialistes aux élections générales du 14 mars 2004, au cours desquelles il est réélu député de Valence, il est nommé, le 29 mars, coordinateur de la Communication du comité exécutif national du Parti populaire par le secrétaire général, Mariano Rajoy, sans en devenir pour autant porte-parole. Quelques semaines plus tard, la chambre civile du tribunal suprême rejette la plainte de Mariano Fernández Bermejo, estimant que ses critiques relevaient de la liberté d'expression, suivant en cela la plaidoirie de l'avocat de l'État et le réquisitoire du procureur.
Il n'est pas reconduit à la direction du PP lors du congrès d'octobre 2004, mais devient l'un des principaux conseillers de Rajoy, sans exercer aucune fonction officielle dans le parti. En 2007, ses activités de représentant juridique de la chanteuse Shakira et d'avocat d'Alejandro Sanz sont révélées. Réélu au Congrès des députés au cours des élections générales du 9 mars 2008, il démissionne en août 2009, invoquant des « raisons personnelles et familiales », quelques mois après une enquête du Congrès sur son cabinet d'avocats et la mise en cause d'un de ses anciens conseillers dans l'affaire Gürtel.